# Ryczychów
Ryczychów (ukr. Ричагів, Ryczahiw) – wieś na Ukrainie, na terenie obwodu lwowskiego, w rejonie stryjskim. Miejscowość liczy ok. 530 mieszkańców.
Do 2020 w rejonie mikołajowskim.